# Jedaja Bedersi
Jedaja Bedersi (Jedaja ben Abraham ha-Bedersi, auch: Jedaja ha-Penini) (geboren um 1270 in Béziers; gestorben um 1340) war hebräischer Dichter und Philosoph in Südfrankreich (in Perpignan und Montpellier)
Er schrieb u. a. das Lehrgedicht bechinat olam („Prüfung der Welt“), eine populäre jüdische Moralschrift, die wegen der asketisch-religiösen Färbung gerne als Erbauungsbuch gelesen wurde. Seine philosophischen Schriften verraten Kenntnisse der Scholastik (insbesondere der Schule des Duns Scotus) und nominalistische Tendenzen. Er verteidigte die Berechtigung profaner Bildung und philosophischer Studien, riet aber im Fall unzureichender Bildung zur Zurückhaltung.